# 메리 (영화)
메리(Mary)는 독일에서 제작된 알프레드 히치콕 감독의 1931년 영화이다. 알프레드 아벨 등이 주연으로 출연하였다.

## 줄거리
순회 연극단원인 메리 베어링(영문판에서는 다이애나로 개명)은 어느 날 동료의 시신 옆에서 기억을 잃은 채 발견되자, 모든 정황이 그녀가 범행을 저질렀음을 가리키고 그녀는 살인 혐의로 재판을 받는다. 배우 겸 매니저 존 메니에 경은 그녀의 유죄에 대해 끝까지 의구심을 가진 유일한 배심원이다. 그러나 그는 나머지 배심원들의 압력에 굴복하여 결국 유죄 평결을 내린다.
죄책감에 시달린 존 경은 홀로 진범을 찾기 위해 나선다. 알고 보니 그는 메리가 자신의 극장에 여배우로 지원했을 때 그녀를 만난 적이 있지만, 그녀를 거절했었다. 메리 극단에서 온 배우 부부인 두 조수와 함께 그는 조사에 착수하고, 메리의 약혼자였던 배우이자 아크로바트인 헨델 페인을 발견한다. 페인은 메리가 자신의 어두운 비밀, 즉 탈옥수 신분이라는 것을 알게 되는 것을 필사적으로 막으려 했다. 한 동료가 메리에게 말하려 하자 페인은 그 동료를 죽였다.
존 경은 이러한 동기를 전혀 모르지만, 증거 부족에도 불구하고 그를 범인으로 추정하고 페인을 궁지에 몰아넣으려 한다. 그는 페인에게 가상의 새 연극 오디션을 보게 한다. 제시될 대본에는 메리 베어링 사건과 관련된 명확한 내용이 포함되어 있다. 페인은 공황 상태에 빠져 존 경의 사무실을 떠난다. 존 경이 페인을 다시 심문하기 위해 방문한 서커스 공연에서, 페인은 공중그네 연기를 마친 후 내려오기 위해 밧줄을 들어 목에 올가미를 만들고 스스로 떨어져 목을 맨다. 그는 메리 베어링의 무죄를 증명하는 자필 유서를 남긴다. 메리는 존 경의 차를 타고 감옥에서 나온다. (원작은 메리와 존 경이 그의 극장에서 함께 공연하는 것으로 끝난다.)

## 출연

### 주연
- 알프레드 아벨

### 조연
- 로테 스타인
- 헤르민 스터러